# Cenitev nepremičnin
Cenitev nepremičnin je proces določanja tržne vrednosti nepremičnine na določen datum. Ta postopek izvajajo strokovnjaki, imenovani cenilci, ki uporabljajo različne metode in pristopi za oceno vrednosti nepremičnin. Cenitve so ključne pri prodaji, nakupu, financiranju, zavarovanju, dedovanju in raznih pravnih postopkih, kjer je pomembno natančno poznavanje tržne vrednosti nepremičnine. V Sloveniji cenitve izvajajo licencirani cenilci, ki so pogosto povezani s Slovenskim inštitutom za revizijo, ali sodni cenilci, ki jih imenuje sodišče.

### Postopki cenitve
Pri cenitvi nepremičnin cenilec upošteva različne dejavnike, kot so lokacija nepremičnine, velikost, stanje, starost in gospodarske razmere na trgu. Najpogosteje uporabljene metode za ocenjevanje nepremičnin so:
- Primerjalna metoda: Uporablja se za ocenjevanje tržne vrednosti na podlagi cen podobnih nepremičnin, ki so bile prodane v bližnji preteklosti.
- Metoda donosa: Uporablja se pri poslovnih nepremičninah, kjer se oceni potencialni prihodkovni tok iz najemnin ali poslovne rabe nepremičnine.
- Metoda stroškov: Ocena temelji na izračunu stroškov izgradnje ali obnovitve nepremičnine, zmanjšanih za amortizacijo.

### Pomembnost cenitev
Cenitve nepremičnin so ključne pri različnih finančnih in pravnih postopkih:
- Finančne institucije cenitve uporabljajo za določitev vrednosti zavarovanj pri kreditih, zlasti pri hipotekarnih posojilih.
- Davčne uprave cenitve uporabljajo pri odmeri davka na nepremičnine ali pri oceni nepremičnin v postopkih dedovanja.
- Sodišča zahtevajo cenitve v primerih dedovanja, delitve premoženja, prisilnih prodaj in drugih pravnih postopkih, kjer je pomembno ugotoviti dejansko vrednost nepremičnine.

### Slovenski inštitut za revizijo
Slovenski inštitut za revizijo je osrednja institucija v Sloveniji, ki skrbi za strokovno usposabljanje in licenciranje revizorjev, računovodij, cenilcev vrednosti in drugih strokovnjakov na področju finančnih storitev. Inštitut izvaja različne tečaje, izobraževanja, preverjanja znanja in skrbi za strokovni razvoj svojih članov.
Med ključne dejavnosti inštituta sodijo:
- Usposabljanje in certificiranje revizorjev, računovodij in cenilcev vrednosti.
- Nadzor nad delovanjem strokovnjakov, ki izvajajo revizije, cenitve vrednosti ter druga finančna poročanja.
- Organizacija seminarjev in kongresov, kjer strokovnjaki delijo znanja in izkušnje.
- Izdajanje strokovne literature in priročnikov s področja financ, računovodstva in revizije.

Inštitut ima ključno vlogo pri razvoju etičnih standardov in kodeksov ravnanja na področju revizije in cenitev v Sloveniji.

### Sodni cenilec
Sodni cenilec je strokovnjak, ki ga sodišče imenuje za ocenjevanje vrednosti premoženja ali drugih predmetov v okviru sodnih postopkov. Njegove naloge vključujejo pripravo strokovnih mnenj in cenitev, ki se uporabljajo kot dokazno gradivo v sodnih postopkih. Sodni cenilci imajo specializirano znanje na določenem področju, kot so nepremičnine, vozila, stroji, umetniška dela in drugo premoženje.
Naloge sodnega cenilca:
- Ocena vrednosti določenega premoženja, kot so nepremičnine, premičnine ali poslovni prostori.
- Priprava strokovnih mnenj za sodne postopke.
- Pričanje na sodišču, kjer cenilec predstavi svoja strokovna mnenja in pojasnjuje ocene.

Sodni cenilec deluje na podlagi licenc, ki jih podeljuje pristojni organ, v Sloveniji pa delovanje sodnih cenilcev ureja Zakon o sodnih izvedencih, sodnih cenilcih in sodnih tolmačih.